# Diaea graphica
Diaea graphica là một loài nhện trong họ Thomisidae.
Loài này thuộc chi Diaea. Diaea graphica được Eugène Simon miêu tả năm 1882.